# 3. november
3. november er dag 307 i året i den gregorianske kalender (dag 308 i skudår). Der er 58 dage tilbage af året.

Dagens navn er Hubertus.
.

### Begivenheder
Født - Dødsfald
- 1493 - Ved daggry opdager Columbus øen Dominica under sin 2. rejse - og kort efter også Guadeloupe.
- 1706 - 15.000 omkommer under jordskælv i Abbruzzerne i Italien.
- 1839 - Britiske fregatter sænker kinesiske skibe og skærper opiumskrigen.
- 1848 - En stærkt moderniseret grundlov træder i kraft i Nederland og betyder blandt andet en forøgelse af magten hos parlament og regering på bekostning af monarkiets magt.
- 1903 - Panama erklærer sig uafhængigt af Colombia.
- 1918 - Den tyske flåde i Kiel gør mytteri.
- 1918   - Polen erklærerede sig uafhængig fra Rusland.
- 1918   - Det østrig-ungarske imperium opløses.
- 1927 - Tyrkiet forlader de arabiske bogstaver til fordel for det latinske alfabet.
- 1935 - Georg 2. vender tilbage til Grækenland efter folkeafstemning.
- 1942 - Den britiske 8. arme under Montgomery slår Rommels styrker ved El Alamein og tager 30.000 fanger.
- 1948 - Harry S. Truman vælges til USA's 33. præsident.
- 1957 - Sovjetunionen opsender Sputnik 2 med det første dyr i rummet: Hunden Laika.
- 1969 - Frederikssundsvejstunnelen åbnes.
- 1970 - Marxisten Salvador Allende tiltræder som præsident i Chile.
- 1973 - USA opsender Mariner 10 med kurs mod Merkur.
- 1978 - Ugandas præsident Idi Amin tilbyder at afgøre grænsestrid med Tanzania ved boksekamp mellem de 2 præsidenter.
- 1985 - 2 franske agenter findes skyldig i sænkning af Greenpeace's 'Rainbow Warrior'. I forbindelse hermed omkommer en fotograf om bord. Agenterne idømmes 10 års fængsel.
- 1988 - Under postrøveri mod Købmagergades Postkontor dræber Blekingegadebanden en politibetjent og slipper bort med 13 mio. kr.
- 1992 - Bill Clinton vinder præsidentvalget med en jordskredssejr over George Bush. Clinton får 43%, Bush 38% og Ross Perot 19%.
- 1997 - Poul Nyrup Rasmussen undskylder sin klodsede håndtering af sagen omkring Salman Rushdies besøg i Danmark.
- 2004 - Fyrværkeriulykken i Seest finder sted.
- 2014 - One World Trade Center, opført på grunden, hvor World Trade Center stod, tages officielt i brug, da den første lejer flytter ind.[1]

### Født
- 1801 - Vincenzo Bellini, italiensk komponist (død 1835).
- 1804 - Constantin Hansen, dansk maler (død 1880).
- 1841 - Eugen Warming, dansk botaniker (død 1924).
- 1852 - Meiji-kejseren, japansk kejser (død 1912).
- 1901 - Leopold 3., belgisk konge (død 1983).
- 1901   - André Malraux, fransk forfatter (død 1976).
- 1908 - Giovanni Leone, italiensk politiker (død 2001).
- 1912 - Alfredo Stroessner, diktator i Paraguay (død 2006).
- 1919 - Per Henriksen, dansk skibsreder (død 2008).
- 1921 - Charles Bronson, amerikansk skuespiller (død 2003).
- 1923 - Astrid Villaume, dansk skuespiller (død 1995).
- 1926 - Valdas Adamkus, litauisk præsident.
- 1930 - Niels Birger Wamberg, dansk forfatter og litteraturhistoriker (død 2020).
- 1931 - Monica Vitti, italiensk skuespillerinde (død 2022).
- 1940 - Rie Osted, dansk journalist og forfatter.
- 1944 - Ole Thyssen, dansk filosof.
- 1945 - Gerd Müller, tysk fodboldspiller.
- 1945   - Peder Pedersen, dansk politimand, cykelrytter og medlem af UCI.
- 1952 - Roseanne Cherie Barr, amerikansk skuespiller og komiker (kendt fra TV-serien Roseanne).
- 1958 - Ivan Ravn, dansk IT mand.
- 1964 - Paprika Steen, dansk skuespillerinde og filminstruktør.
- 1971 - Dwight Yorke, trinidadisk fodboldspiller.
- 1978 - Tim McIlrathe, amerikansk rockmusiker.
- 1980 - Hans N. Andersen, dansk speedwaykører.
- 1995 - Kendall Jenner, amerikansk realitystjerne og model.

### Dødsfald
- 1903 – August Tuxen, dansk kemiker (født 1850).
- 1914 - Georg Trakl, østrigsk digter (født 1887).
- 1941 - Christian Sinding, norsk komponist (født 1856).
- 1949 - Olaf Fønss, dansk skuespiller, forfatter og filmcensor (født 1882).
- 1954 - Henri Matisse, fransk maler (født 1869).
- 1957 - Wilhelm Reich, østrigsk psykoterapeut (født 1897).
- 1966 - Agnes Rehni, dansk skuespiller (født 1887).
- 1970 - Fleming Lynge, dansk forfatter (født 1896).
- 1975 - Tajuddin Ahmad, bangladeshisk politiker, 1. premierminister Bangladesh (født 1925).
- 1975   - Muhammad Mansur Ali, bangladeshisk kaptajn og politiker, 3. premierminister Bangladesh (født 1919).
- 1975   - Syed Nazrul Islam, bangladeshisk advokat og politiker, præsident Bangladesh (født 1925).
- 1975   - Abul Hasnat Muhammad Qamaruzzaman, bangladeshisk advokat and politicians (født 1926).
- 1998 - Bob Kane, amerikansk tegneserietegner (født 1915).
- 2002 - Lonnie Donegan, skotsk musiker (født 1931).

|  | Denne datoartikel kan blive bedre, hvis der indsættes et (bedre) billede Du kan hjælpe ved at afsøge Wikimedia Commons for et passende billede eller uploade et godt billede til Wikimedia Commons iht. de tilladte licenser og indsætte det i artiklen. |